# Trofeo Centenario del Real Betis Balompié
Bajo el lema «Tuyos cien años, tuyos siempre», el Betis jugó el trofeo de su centenario el 9 de agosto de 2007 ante el campeón de Europa, el Milan, al que venció por un gol a cero en el estadio Ruíz de Lopera, que se llenó por primera vez en su historia.

## Alineaciones
Betis: Ricardo, Ilic, Juanito, Nano, Babic, Odonkor, Rivera, Juande, Mark González, Sobis y Pavone.
- Sustituciones: Caffa, Capi, Fernando Vega, Miguel Ángel, Maldonado.

AC Milan: Dida, Oddo, Nesta, Kaladze, Jankulovski, Ambrosini, Pirlo, Seedorf, Gattuso, Kaká y Gilardino. 
- Sustituciones: Storari, Cafú, Serginho, Gourcuff, Brocchi, Aubameyang.

## Árbitro
Miguel Ángel Pérez Lasa

## Amonestaciones
- Betis

 Fernando
- AC Milan

 Gattuso

## Goles
1-0  Mark González, p. (49')
- Datos: Q6153038